# Jimmy Yuill
Jimmy Yuill (Golspie, Sutherland, 13 de febrero de 1956) es un actor británico y miembro de la Royal Shakespeare Company y posteriormente de la Renaissance Theatre Company. Aunque la mayor parte de su carrera artística ha sido el teatro, también ha actuado en producciones televisivas y en películas, la mayoría dirigidas por Kenneth Branagh. 
En 2006 hizo su debut en la novela EastEnders y en 2007 aceptó el papel de Creon, rey de Tebas en Antígona cuya función tuvo lugar en Glasgow.
En 2010 fue nominado por los críticos teatrales del país en la categoría al Mejor Actor por su actuación en la adaptación de The Testament of Cresseid.